# الكسندر ويليام روبرتس
الكسندر ويليام روبرتس (بالإنجليزية: Alexander William Roberts)‏ هو عالم فلك جنوب أفريقي، ولد في 4 ديسمبر 1857 في Farr, Sutherland ‏ في المملكة المتحدة، وتوفي في 27 يناير 1938 في Alice, South Africa ‏ في جنوب أفريقيا.